# 妹ゲー
妹ゲー（いもうとゲー）は、「妹」が恋愛対象の主要登場人物となるギャルゲーやアダルトゲームの総称である。

## 歴史
1980年代、ギャルゲーの普及以前にも日本の大衆文化では兄妹間の恋愛を描いた作品があった。1980年連載開始の漫画『みゆき』や、1984年発売のアダルトアニメ『くりいむレモン』の第1弾『媚・妹・Baby』は、妹を「萌え」の対象とする風潮の原点とされる。ただしこれらの作品では、血縁のない兄妹が男女の仲になることに対して抱く葛藤をテーマとしており、家族関係よりも恋愛関係のほうに重点を置いていた。
アダルトゲームにおける「妹萌え」の原点は、1995年にエルフから発売された『同級生2』の鳴沢唯とされる。だが当時のコンピュータソフトウェア倫理機構（ソフ倫）による規制は厳しく、義理の兄妹であっても性交渉の描写は許されなかったため、唯は主人公の年下の同居人という複雑な立場に置かれている。エルフがさらに近親相姦テーマを推し進めた『この世の果てで恋を唄う少女YU-NO』がこの倫理規定の観点から問題視されたこともあって、アダルトゲーム業界における家族間恋愛の追求はいったん行き詰まる。
一方そのころ家庭用ゲーム業界では『ときめきメモリアル』によって、性描写を排除し恋愛と萌えに純化するギャルゲーの手法が確立していた。1999年、『電撃G'sマガジン』誌上のヒロイン全員を妹キャラクターとした企画『シスター・プリンセス』が大ヒットし、妹ブームが到来する。
同じく1999年、ソフ倫は規定を改め、義兄妹間の性描写を許諾するようになった。これにより「妹萌え」ムーブメントはアダルトゲームに還流し、21世紀になると『みずいろ』や『妹でいこう!』のように妹をヒロインとした作品が次々と発売される。しかし大量生産されただけにマンネリ化するのも早く、家庭用ゲーム譲りの明るい世界観では描ききれない表現の可能性を求めて、『螺旋回廊2』や『鬼哭街』のように妹への陰惨な陵辱描写のある物も作られていった。「妹萌え」は現実的要素を導入しながら発展するうちに、兄妹間恋愛のリアリティを徹底的に追求した漫画『恋風』のような作品にまで至り、観念として飽和。ブームは終息したとの見解もあった。
2004年にはソフ倫の規程が再改定され、以後は実の兄妹間の性描写を含んだゲームが制作されている。
『ワガママハイスペック』(まどそふと)は2016年萌えゲーアワード大賞を受賞しており、実妹ヒロインのゲームが2016年現在でも一定の人気がある事を示している。

## 概説
近親者間での婚姻ないし性交渉を禁じるインセスト・タブーは普遍的に見られるものであり、本来なら妹は兄の恋愛対象になるものではないが、ギャルゲーでは妹がヒロインとなり得る。ただし主人公の実の妹であるとは限らず、むしろ義理の妹であることのほうが多い。そのほか、従妹に代表される親戚、年下の幼なじみのような非血縁者、友人の妹のような間接的関係であっても、広く妹キャラクターとされる。これほど定義の範囲が多岐にわたるのは、さまざまな表現の可能性が追求されてきた結果でもあるが、近親恋愛を戒める倫理規定の下で妹をヒロインに据えるための方便というのが大きな理由である。
初期のギャルゲーでは、美男子の主人公がヒロインから好意を寄せられるというプレイヤーの素朴な願望を反映した設定が多かったが、こうした手法はリアリティに乏しかったためすぐに廃れた。次いで、ヒロインを宇宙人やロボットのようにファンタジックな存在とし、価値観が独特なので平凡な主人公でも愛してくれると理由づけする作品が普及した。しかし当然ながらファンタジーは実在するものではないため、より身近な無条件の愛をくれる存在として、家族がヒロインの題材に求められるようになった。恋愛という一時的な関係が結婚を経て家族という恒久的な関係に続くのであれば、はじめから家族関係にある人物と恋愛するほうが効率的だという理論は、現実にはありえないが思考実験としては成り立つ。
女性家族構成員の中で、母や姉よりも妹が大きく取り上げられた理由はいくつか考えられる。まず、年少であることは無垢性や処女性を期待させ、純度の高い神性を付与しやすい。また母を相手にするときのように、父の影との対峙を迫るエディプス・コンプレックスに陥る心配もない。近親であるのと同時に幼年でもあるという二重の禁忌を犯すためになるため、背徳感との摩擦による昂揚を生みやすいとも考えられる。
妹キャラクターがすべて純真無垢であるとは限らず、兄を翻弄して破滅へと導くファム・ファタールの役割を担うこともある。これについて虚淵玄は、母や姉のような年長者はもともと男より優位なので、攻撃性を付与すると強くなりすぎて愛の対象とする余地がなくなるためだとしている。妹であれば、男は保護すべき弱い存在に反抗しようという発想も抱かぬまま、甘美な死に至ることができる。なお、この論法は娘に対しても当てはまるはずだが、2000年代におけるアダルトゲームユーザーの年齢層では自分の子を女性として意識することを想定しづらいため、実現はしていない。